# Unix version 7
Unix version 7, även kallad version 7 eller bara V7, är en utgåva av operativsystemet Unix och släpptes 1979. V7 var den sista Unix-distributionen från Bell Laboratories som fick stor spridning. V7 hade egentligen utvecklats för minidatorn PDP-11 från Digital Equipment Corporation, men portades senare till flera andra plattformar.